# Anders Black
Anders Rosborg Black (født 6. november 1979) er en dansk atlet fra Københavns IF frem til 2005, derefter en tid i Sparta, nu tilbage i KIF. Han har været dansk mester 19 gange; ni i mangekamp, seks i højdespring og tre i hækkeløb. Han har fem landskampe i Europa-cuppen i mangekamp og en i højdespring. Hans bedste tikampsresultat er 7705 point fra Götzis i 2005.
Black studerede på University of Queensland i Australien og er uddannet kemiingeniør, han arbejder som specialist i korrosion og metallurgi hos FORCE Technology.

## Danske mesterskaber
- Guld 2006 60 meter hæk inde 8.31
- Guld 2006 Højdespring inde 2,11
- Guld 2005 Højdespring 2,06
- Guld 2005 Tikamp 7029
- Sølv 2005 110 meter hæk 15.20
- Guld 2005 60 meter hæk inde 8.38
- Guld 2005 Højdespring inde 2,11
- Guld 2005 Syvkamp inde 5537
- Bronze 2005 Stangspring inde 4,30
- Guld 2004 Højdespring 2,06
- Guld 2004 Tikamp 6466
- Bronze 2004 Længdespring 7,14
- Guld 2004 60 meter hæk inde 8.52
- Guld 2004 Højdespring inde 2,11
- Guld 2004 Syvkamp inde 5432
- Guld 2003 Højdespring 2,05
- Guld 2003 Femkamp 3602
- Guld 2003 Tikamp 7361
- Sølv 2003 110 meter hæk 15.19
- Guld 2003 Højdespring inde 2,03
- Guld 2003 Syvkamp inde 5365
- Bronze 2003 Længdespring inde 6,96
- Sølv 2002 Tikamp 6541
- Sølv 2002 Syvkamp inde 5093
- Sølv 2001 Tikamp 6615
- Guld 2000 Syvkamp inde 5136
- Sølv 2000 Længdespring inde 7,02
- Bronze 2000 Højdespring inde 1,95
- Guld 1999 Tikamp 6745

### Danske ungdomsmesterskaber
- Sølv 2001 J23 400 meter inde 52.24
- Guld 1998 JDM Trespring 14,43w

## Personlige rekorder
- 100 meter: 11.20 +0.9 Frederiksberg, 18. juni 2005
- 200 meter: 22.95 Bagsværd, 14. august 1999
- 300 meter: 36.55 Tårnby, 8. maj 2005
- 400 meter: 50.27 Beijing (Kina), 3.juli 2005
- 1500 meter: 4:39.05 Götzis, 29. maj 2005
- 110 meter hæk: 15.12 -0.2 Norge, 23. juli 2005
- 200 meter hæk: 26.66 +0.7 Runaway Bay (Australien), 16. marts 2002
- 400 meter hæk: 59.4 Østerbro, 21. september 1998
- Højdespring: 2.15 Götzis, 28. maj 2005
- Længdespring: 7.46 +0.3 Götzis, 28. maj 2005
- Stangspring: 4.20 Maribor 3. juli 2005
- Trespring-inde: 14.47 Jablonec 23. januar 1999
- Kuglestød: 14.12 Götzis, 28. maj 2005
- Diskoskast: 40.20 Götzis, 29. maj 2005
- Spydkast: 57.92 Götzis, 29. maj 2005
- Femkamp:
- Syvkamp -inde: 5432 point Århus 7. marts 2004
- Tikamp: 7705 point Götzis 28-29. maj 2005 (Serien:11,25-7,46-14,12-2,15-50,84/15,32-40,20-4,10-57,92-4,39,05)